# Little Men (2016)
Little Men ist ein US-amerikanisches Filmdrama von Ira Sachs, das am 25. Januar 2016 im Rahmen des Sundance Film Festivals seine Premiere feierte und ab 13. Februar 2016 bei der Berlinale in der Sektion Generation Kplus  vorgestellt wurde. Am 5. August 2016 kam der Film in die US-amerikanischen Kinos. Der Film erzählt von dem Einfluss von Veränderungen in der Stadtstruktur New Yorks auf die Beziehungen zwischen Menschen, und es handelt sich um den dritten Spielfilm des Regisseurs.

## Handlung

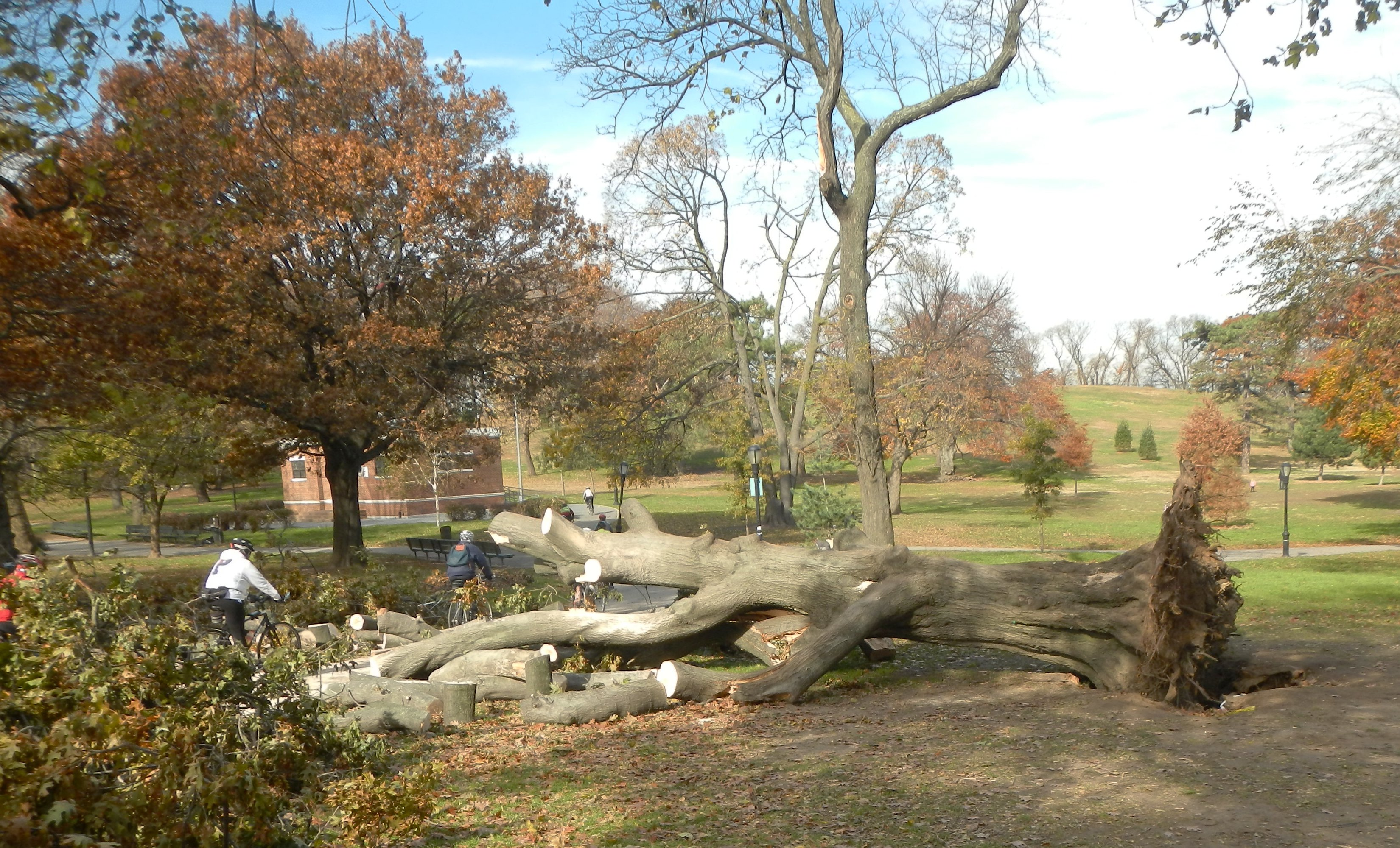
Jake und Tony vertreiben sich die Zeit mit Spaziergängen in den Parks von Brooklyn

Es ist Sommer in New York, als Jake Jardine mit seinen Eltern in das zweistöckige Haus des verstorbenen Großvaters nach Brooklyn zieht, und er damit seine alte Schule und seine Freunde in Manhattan zurücklassen muss. Sein Vater Brian, der in diesem Haus groß wurde und es gemeinsam mit seiner Schwester Audrey geerbt hat, ist ein mittelmäßig erfolgreicher Schauspieler und Jakes Mutter Kathy eine ambitionierte Psychologin. Jake lernt den gleichaltrigen Tony Calvelli kennen, dessen Mutter Leonor in dem Haus, in das sie gezogen sind, das Geschäft im Erdgeschoss angemietet hat und dort eine Boutique betreibt. Leonor ist eine langjährige Mieterin, und Jakes verstorbener Großvater Max war mit ihr gut befreundet, weil sie ihn mit ihrer herzlichen Art seine Einsamkeit ein wenig vergessen ließ. Daher verlangte er von ihr nur eine niedrige Miete für das Ladengeschäft.
Schnell werden Jake und Tony, die auch dieselbe Schule besuchen, beste Freunde und vertreiben sich die Nachmittage mit Spaziergängen und Gesprächen an den stark befahrenen Straßen und im Park und verbringen auch viel gemeinsame Zeit an der Spielekonsole. Jake ist ein eher schlanker und hübscher, aber in vielen Dingen unbeholfener Teenager, Tony hingegen ein selbstsicherer, extrovertierter und charismatischer Junge und in der Schule der Klassenclown. Dennoch entdecken die beiden 13-Jährigen aber auch schnell ihr gemeinsames Interesse für Kunst und Mädchen, und so träumen sie nicht nur gemeinsam davon, im Herbst auf die renommierte LaGuardia High School zu wechseln, sondern versuchen sich auch gemeinsam an ersten Flirtversuchen während einer ihrer Streifzüge in eine Disco. Tony würde gerne ein Schauspielstudium beginnen, Jake ist eher introvertiert und möchte Maler werden, und beide unterstützen sich gegenseitig bei der Verwirklichung ihrer Träume.
Bald wird das jugendliche Idyll von den zunehmenden Spannungen zwischen Jakes Eltern und Theos Mutter überschattet, denn Brian und Kathy haben erkannt, dass sie mit der Boutique im Erdgeschoss mehr Geld verdienen könnten, weil Leonor nur eine geringe Miete zahlt. Sie wollen die Miete verdreifachen, worüber ein heftiger Streit entbrennt. Jake und Tony, zu deren Wortschatz soziale Schichtung noch nicht gehörte, müssen erkennen, dass die Gentrifizierung des Viertels, die Jakes Eltern mit dieser Forderung vorantreiben, auch Nachteile mit sich bringt, und so müssen sie sich nicht nur gegenüber den anderen Jungs im Viertel verbünden, sondern auch etwas gegen den Mietstreit ihrer Eltern unternehmen, in den sie mehr und mehr hineingeraten und an dem ihre Freundschaft zu zerbrechen droht. Sie wählen einen sehr eigenwilligen Protest und sprechen kein Wort mehr mit ihren Eltern. Doch die Entscheidung ist gefallen und Leonor muss den Laden räumen.
Die Zeit vergeht. Bei einem Museumsbesuch mit einer Kunststudentengruppe sieht Jake Tony mit Kameraden aus seiner früheren Schule aus der Ferne. Er macht aber keinen Kontakt, sondern konzentriert sich, wie es ihm sein Vater geraten hatte, auf seine Malerei.

## Produktion

### Stab und Besetzung

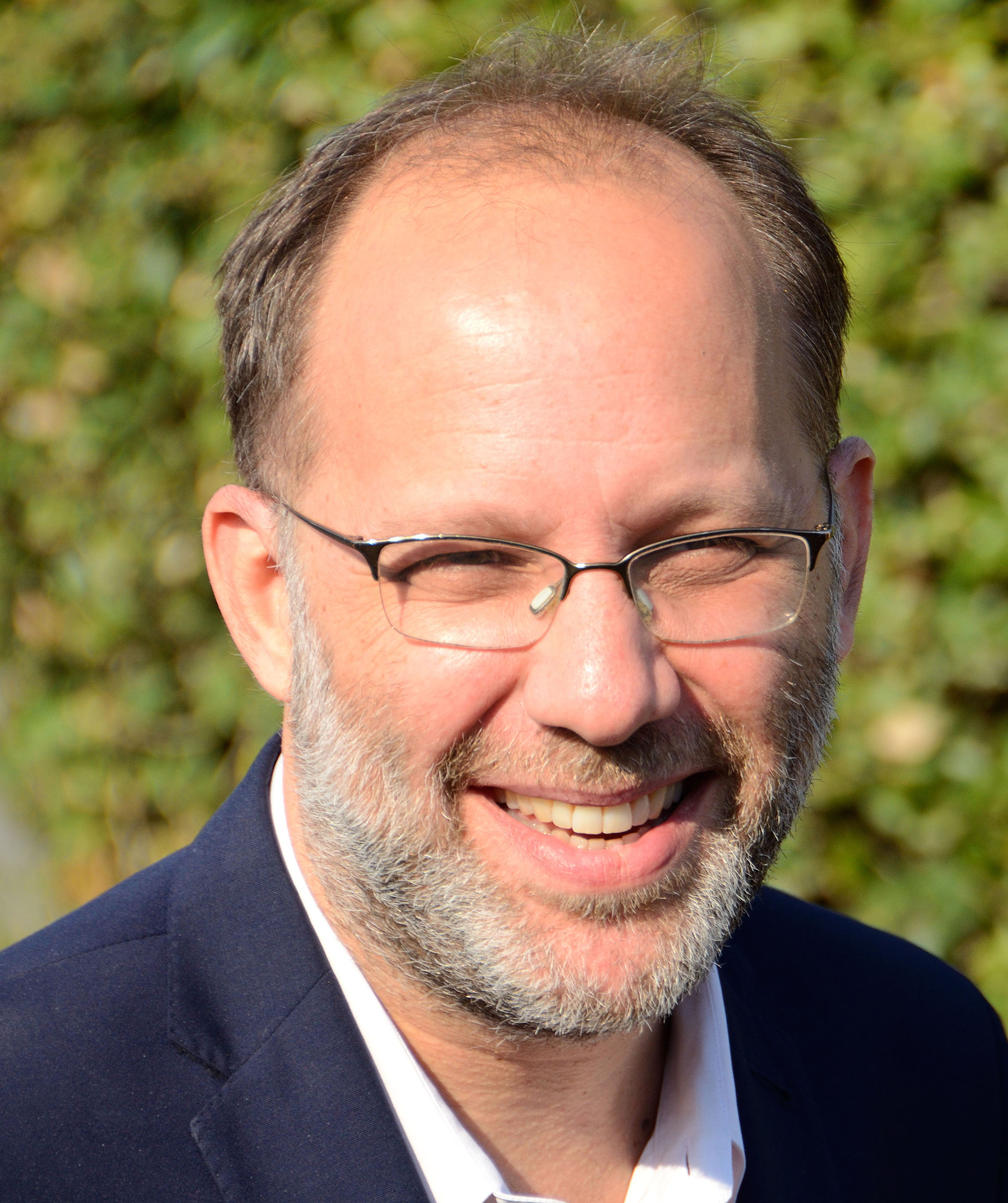
Der Regisseur des Films Ira Sachs

Die Regie übernahm Ira Sachs, der gemeinsam mit Mauricio Zacharias auch das Drehbuch zum Film schrieb. Sachs sagte, es handele sich bei Little Men zwar nicht um einen autobiographischen Film, allerdings habe er seine Kenntnisse über New York und seine eigenen Erfahrungen einfließen lassen. Sein Ehemann, Boris Torres, sei als er zehn Jahre alt war mit seiner Mutter aus Ecuador nach New York gezogen und habe dort später an der Fiorello H. LaGuardia High School studiert, was im Film auch das Ziel von Jake und Tony ist. Er selbst sei hingegen in den 1970ern in Memphis aufgewachsen, wo er in einem Jugendtheater arbeitete, dessen Ensemble die integrativste Community gewesen sei, der er je angehörte und aus Kindern und Jugendlichen verschiedenster Kulturen und einer Mischung aus schwulen und heterosexuellen Arbeiter- und Vorstadtkindern bestanden habe. Über seine besondere Beziehung zu New York und die Folgen der dort zu beobachteten Gentrifizierung sagte Sachs im Rahmen der Vorstellung des Films bei der Berlinale „Mich interessiert, wie Menschen im Alltag zwischen diesen Herausforderungen navigieren. Und andererseits sind meine Filme ja auch Liebesbriefe an New York, an das Leben dort, an all das, was schön und kostbar ist und verloren gehen kann.“
Der Nachwuchsschauspieler Theo Taplitz übernahm die Rolle von Jake Jardine, Jennifer Ehle und Greg Kinnear die Rollen seiner Eltern Kathy und Brian. Talia Balsam spielt seine Tante Audrey. Die Rolle von Jakes neuem besten Freund Tony Calvelli wurde mit Michael Barbieri besetzt, die seiner Mutter Leonor mit Paulina García. Leonors engster Freund Hernan, der ihr im Film auch als Anwalt zur Seite steht, wird von Alfred Molina gespielt.

### Dreharbeiten
Die Dreharbeiten fanden im Sommer 2015, größtenteils in den in Brooklyn gelegenen Stadtteilen Sunset Park, einem traditionellen Arbeiterviertel mit einer lebendigen Kulturszene, Bay Ridge und in dem nördlich entlang des East Rivers gelegenen Williamsburg statt. Leonors Boutique befindet sich in der dort gelegenen Graham Avenue. Die letzten im Film zu sehenden Szenen wurden im Brooklyn Museum gedreht.

### Filmmusik
Der Experimentalmusiker Dickon Hinchliffe von der britischen Band Tindersticks komponierte die Musik zum Film. Diese, so Vikram Murthi von IndieWire, unterstreiche in ihrem Verlauf die Empathie des Regisseurs gegenüber allen seinen Figuren und fange die komplexen Emotionen im Film ein.

### Marketing und Veröffentlichung
Ende August 2016 besuchten Michael Barbieri und Theo Taplitz, deren großer Wunsch es in ihren Rollen im Film ist, sich in New York zu Künstlern ausbilden zu lassen, das Brooklyn Museum, in dem auch die letzten im Film zu sehenden Szenen gedreht wurden.
Der Film feierte am 25. Januar 2016 im Rahmen des Sundance Film Festivals seine Premiere und wurde ab 13. Februar 2016 bei der Berlinale in der Sektion Generation Kplus vorgestellt. Am 5. August 2016 kam der Film in die US-amerikanischen Kinos. Ab 9. September 2016 wurde der Film beim Deauville Film Festival im Rahmen des Wettbewerbs gezeigt und wurde hier mit dem Hauptpreis ausgezeichnet. Im Rahmen des San Sebastián Filmfestivals wurde der Film ebenfalls im September 2016 in der Sektion Pearls und später beim Zurich Film Festival vorgestellt. Ab 26. Oktober 2016 wurde der Film beim Tokyo International Film Festival gezeigt.
Nachdem im Januar 2017 ein erster Trailer mit deutschen Untertiteln zum Film veröffentlicht wurde, soll Little Men am 2. März 2017 in die deutschen Kinos kommen.

## Rezeption

### Altersfreigabe
In Deutschland wurde der Film von der FSK ohne Altersbeschränkung freigegeben. In der Freigabebegründung heißt es: „Der Film thematisiert anhand der Freundschaftsgeschichte gesellschaftliche Unterschiede und finanzielle Zwänge. […] Zwar erschließen sich kleineren Kindern einige Aspekte der Geschichte noch nicht, doch da der Film auf jegliche drastischen Elemente verzichtet und von einer positiv-konstruktiven Atmosphäre geprägt ist, die sowohl die Freundschaft der Jungen als auch den Rückhalt in ihren Familien unterstreicht, besteht kein Risiko der Beeinträchtigung.“

### Kritiken
Der Film konnte 97 Prozent der Kritiker bei Rotten Tomatoes überzeugen bei einer durchschnittlichen Bewertung mit 8 von 10 möglichen Punkten und war dort damit einer der am besten bewerteten Filme des Jahres 2016. Bei Metacritic erhielt der Film einen Metascore von 86 von 100 möglichen Punkten.
Der Film wurde von Kritikern immer wieder wegen seines humanistischen Ansatzes gelobt. David Rooney von The Hollywood Reporter meint, es handele sich nur scheinbar um einen kleinen Film und erschlage einen mit seiner emotionalen Authentizität.
Kevin P. Sullivan von Entertainment Weekly sagt, das Drehbuch von Sachs und Zacharias nehme die Jungen im Film ernst, lasse keinen Hauch von Herablassung erkennen und lege Wert auf die alltäglichen Wunder, die im Leben passieren, wie Vergebung und die Liebe eines echten Freundes. Silvia Hallensleben vom Tagesspiegel meint, Sachs habe daraus eine kluge Romeo-und-Julia-Variante über die Zurichtung durch familiäre und materielle Interessen gebastelt. Auch wenn Kritiker immer wieder von einer Art Liebesbeziehung zwischen Jake und Tony sprechen, erklärt Howard Feinstein vom Filmmaker Magazine, dass die beiden im Film eindeutig kein Pärchen seien, sondern beschreibt die Beziehung eher als Bromance zwischen Jugendlichen.

### Einsatz im Schulunterricht
Vision Kino, eine Initiative zur Film- und Medienbildung in der Schule, sieht einen möglichen Einsatz des Films in den Unterrichtsfächern Geografie, Englisch, Ethik und Sozialkunde. Laura Caterina Zimmermann sagt über die Anknüpfungspunkte für die pädagogische Arbeit, der Film biete die Grundlage einer kritischen Auseinandersetzung mit den Themen Gentrifizierung und Strukturwandel in Großstädten: „Durch die berührende Geschichte zweier Familien in Brooklyn werden moralische Fragen aufgeworfen und bieten so einen persönlichen Zugang zu dem sonst eher drögen, faktenreich diskutierten Thema Stadtentwicklung.“ Die Analyse der facettenreichen, visuellen Darstellung von der Stadt könnte ein weiterer Anknüpfungspunkt für pädagogische Arbeit sein, so Zimmermann.

### Auszeichnungen
Chlotrudis Awards 2017
- Nominierung als Bester Film
- Auszeichnung als Bester Schauspieler (Theo Taplitz)
- Nominierung als Bester Nebendarsteller (Michael Barbieri)
- Nominierung als Beste Nebendarstellerin (Paulina García)
- Nominierung für das Beste Originaldrehbuch (Mauricio Zacharias, Ira Sachs)
- Nominierung als Bestes Ensemble

Deauville Film Festival 2016
- Auszeichnung mit dem Deauville Grand Prize[24]

Edinburgh International Film Festival 2016
- Nominierung für den Publikumspreis (Ira Sachs)

Independent Spirit Awards 2016
- Nominierung in der Kategorie Bestes Drehbuch
- Nominierung als Beste Nebendarstellerin (Paulina García)[25]

Internationale Filmfestspiele Berlin 2016
- Nominierung als Bester Spielfilm für den Gläsernen Bären in der Sektion Generation Kplus (Ira Sachs)

Young Artist Awards 2017
- Nominierung als Bester Hauptdarsteller in einem Spielfilm in der Kategorie Teen Actor (Michael Barbieri)
- Nominierung als Bester Hauptdarsteller in einem Spielfilm in der Kategorie Teen Actor (Theo Taplitz)[26]

## Trivia
Man kann in Sachs' Filmen immer die Straßennamen lesen, und auch der Name des gegenüber von Leonors Boutique befindliche, in der Graham Avenue gelegene Caffe Capri ist im Film zu erkennen. Das ab den 1970ern von italienischen Geschwistern geführte Café wurde später geschlossen und nach Aussage von Sachs nicht von Starbucks verdrängt.